# Грос-Егерсдорфское сражение
Грос-Егерсдорфское сражение, или Сражение при Гросс-Егерсдорфе, (нем. Schlacht bei Groß-Jägersdorf) — сражение, произошедшее 19 (30) августа 1757 года у деревни Грос-Егерсдорф (иногда называется Гросс-Йегерсдорф; ныне не существует) в Восточной Пруссии (в 2 км к юго-западу от пос. Междуречье Черняховского района Калининградской обл.) между 28 тыс. прусских солдат под командованием фельдмаршала Левальда и 55 тыс. русских под командованием фельдмаршала С. Ф. Апраксина. Явилось первым крупным сражением с участием русской армии в Семилетнюю войну. Несмотря на победу русского войска, какой-либо пользы извлечь армия не смогла из-за решения Апраксина отступить после битвы.

## Предыстория
Боевые качества российского солдата в 1757 году в Западной Европе были ещё совершенно неизвестны. Дважды, во время войн за польское (1733—1735) и австрийское (1741—1748) наследства, Россия посылает войска на помощь своим европейским союзникам, однако оба раза войны заканчиваются прежде, чем те могут принять в них участие, и если Пётр Ласси всё же довёл свой корпус в 1735 году до берегов Рейна, то отряд князя Репнина 13 лет спустя известие об окончании войны застало ещё в походе, при проходе через Чехию и Моравию.
Некоторое невыгодное представление о противнике Фридрих II имел от своих офицеров, побывавших прежде на русской службе (Кейт, Трешков, Финк, Манштейн, Вартенберг, Грант, Варнери): те оценивали высший командный состав русской армии не слишком высоко. Тем не менее из нежелания сражаться на два фронта король вовсе не стремился к войне с Россией. Фельдмаршал Левальд, оставленный для охраны Восточной Пруссии с небольшим корпусом (под его началом 30,5 тыс. солдат и 10 тыс. ополченцев) имел полномочия не только атаковать русских, но и вести с ними мирные переговоры в случае победы.
В русском стане верхи не были свободны от «превеликой робости, трусости и боязни» (Болотов): о непобедимости пруссаков ходили легенды. В отличие от Левальда Апраксин, как командующий, не располагал и фиктивной самостоятельностью, о каждой мелочи он должен был докладывать в Санкт-Петербург и затем дожидаться «апробации» кабинета. До начала июня 1757 года он даже не знал наверняка, предстоит ему идти с армией в Силезию или в Восточную Пруссию. Санкт-петербургские стратеги предписывали ему придерживаться такого маршрута, чтобы ему было «всё равно» куда идти, хоть в Пруссию, хоть в Силезию.
В мае 1757 года армия Апраксина, насчитывавшая до 100 тысяч человек, из них — 20 тысяч нерегулярного войска, выступила из Лифляндии в направлении Немана. 20-тысячный деташемент под началом генерал-аншефа Фермора при поддержке русского флота осадил Мемель. Взятие Мемеля 25 июня (6 июля) 1757 года стало сигналом к началу кампании. Апраксин с главными силами двинулся в направлении Вирбаллена и Гумбинена.
Всё это время Левальд бездействовал на хорошо защищённой позиции у Велау, ограничившись посылкой наблюдательного отряда. Однако, узнав об обходном движении Апраксина (последний выступил, соединившись с Фермором, 12 (23) августа на Алленбург, в глубокий обход позиции пруссаков), Левальд пошёл навстречу русским, собираясь их атаковать.

## Диспозиция
14 (25) августа — 16 (27) августа Апраксин переправился на левый берег реки Прегель юго-западнее Норкиттена (нем. Norkitten) (ныне поселок Междуречье) и расположился лагерем между реками Прегель и Ауксина (приток реки Прегель нем. Auxinne) в месте, надёжно защищённом естественными препятствиями: с севера — Прегелем, с востока — Ауксиной, с юга и запада — лесом. Из лагеря было лишь три выхода по небольшим прогалинам и полянам. Пехота располагалась в лагере вытянутой линией, причём правый фланг — у села Вайнотен (нем. Weynothen), центр — у села Даупелькен (нем. Daupelken), а левый фланг примыкал к Ауксине близ замка Шлоссберг (нем. Schlossberg). Конница находилась перед флангами, на правом — перед селом Вайнотен, на левом — на другом берегу Ауксины, у села Зиттенфельде (нем. Sittenfelde), оно же Ворпиллен (нем. Worpillen). Наиболее открытым был левый фланг, в то время, как центр был закрыт труднопроходимым густым лесом, а доступ к правому флангу затруднялся прудами и болотами, между которыми находились лишь узкие проходы.
В такой позиции Апраксин простоял 17 (28) августа — 18 [29] августа, ухитрившись за это время не произвести ни разведки местности, ни местонахождения и действий противника. Последнее тем более странно, что он имел в тот момент 16 тысяч нерегулярной конницы (в основном калмыцкой), казаков, и был через перебежчиков предупреждён о планах пруссаков атаковать русскую армию.
В отличие от Апраксина, Левальд послал 18 августа (29 августа) для рекогносцировки несколько мелких отрядов, произведших переполох в передовых частях русской армии, и один сравнительно крупный (40 эскадронов во главе с генералом Шорлеммером). Однако, эти рекогносцировки не достигли цели: так, Шорлеммеру не удалось рассмотреть левый фланг русской армии у Зиттенфельде. Между тем, Апраксин как раз в этот день, выдвинул к Зиттенфельде авангард под началом генерал-поручика Ливена и 2-ю дивизию генерал-аншефа Лопухина. Получилось так, что обе армии вступили 19 августа (30 августа) в сражение, не имея достоверных сведений о расположении и силах противника.

## Силы противников
Накануне сражения в составе корпуса Левальда находились 22 батальона пехоты и 50 эскадронов кавалерии общим числом 25-28 тысяч человек. Прусская артиллерия состояла из 35 полевых и 20 тяжёлых орудий.
Под началом Апраксина были 89 батальонов, 40 гренадерских рот, 46 эскадронов регулярной и 119 сотен нерегулярной, в основном калмыцкой, кавалерии общим числом приблизительно 55 тысяч человек. Его артиллерия включала в себя 154 полковых и 79 полевых орудий, а также 30 «секретных» шуваловских гаубиц.
Превосходство русских в людях и артиллерии во время сражения не являлось столь подавляющим, как это можно заключить из вышеприведённых цифр, так как, по условиям местности и обстоятельствам самого сражения, в бой реально вступила лишь часть русских войск.

## Ход сражения
Накануне, 18 августа (29 августа), Апраксин отдаёт приказ о выступлении рано утром следующего дня, по одним сведениям, собираясь, не доверяя сведениям дезертиров о готовящемся нападении, продолжить путь на Алленбург, по другим, намереваясь дать пруссакам сражение на открытой местности за Грос-Егерсдорфом. Внезапно передовые части русских, буквально продиравшихся через поляны и прогалины защищавшего их до этого лесного массива, оказываются при выходе из леса лицом к лицу с идущими в атаку пруссаками. Эффект неожиданности был полным, на узких лесных тропах, запруженных повозками, артиллерией, возник хаос, препятствующий частям, оставшимся за лесом, подать помощь товарищам, попавшим под прусский огонь.
Для пруссаков выдвижение русских частей также является сюрпризом: план Левальда предусматривает атаку лагеря, в том виде, в каком он представляется ему по результатам рекогносцировок, а не походных колонн противника. Корпус Левальда покидает лагерь в час ночи, преодолев лежащий на пути лес, пруссаки выстраиваются в 3.30 возле Грос-Егерсдорфа для наступления: в центре 2 эшелона пехоты (10 и 8 батальонов), по два батальона пехоты и кавалерия на каждом фланге, перед каждым из флангов — по три батареи, каждая из 6 орудий. Русских они в этот момент не видят, тех скрывает густой туман, зато хорошо слышат барабанный бой и сигналы, доносящиеся со стороны противника. В 4.00 отдаётся приказ к выступлению. Сначала тихо, затем, с 4.30, ускоренным шагом, под музыку, прусские батальоны переходят в атаку. Одновременно переходит в атаку и кавалерия на обоих флангах.
Благодаря неожиданности, атаке пруссаков поначалу везде сопутствует успех. 30 эскадронов Шорлеммера опрокидывают кавалерию на правом фланге русских и заходят в тыл русской пехоте у Вайнотена. Конница принца Голштинского атакует калмыков и казаков на крайнем левом фланге русских и вынуждает их отступить под защиту русских пушек, вскоре, однако, атака её отбита соединёнными усилиями русской пехоты и регулярной кавалерии.
Основной удар Левальд планирует нанести по левому флангу русской армии, он приходится по центру (1-я дивизия) и 2-й дивизии Лопухина. Здесь разгораются самые ожесточённые бои, и решается судьба самого сражения. Принявшие на себя первый удар, бригады Салтыкова и Вильбоа, почти не получая подкреплений, несут жесточайшие потери, Вильбоа теряет до половины своих солдат, но они, прижатые к лесу, держатся стойко под лобовым огнём прусских батарей и продолжают наносить чувствительные удары пруссакам. Русская артиллерия, шуваловские гаубицы, производят в рядах наступающих особо жестокие опустошения. Неоднократно бой на краю леса переходит в рукопашную.
Победа начинает ускользать от пруссаков. Свежие части из резерва 3-й дивизии ударяют на правом фланге русских по коннице Шорлеммера, тот вынужден с потерями ретироваться. Вторая атака конницы принца Голштинского отбита, как и первая, но принц предотвращает ей фланговый удар по прусской пехоте у Даупелькена. В какой-то момент возникает угроза окружения правого фланга растянутой, обескровленной 2-й дивизии русских.
И вот тогда, когда правый фланг начинает отступать, и бой идёт уже в самом лесу, по левому флангу прусской пехоты внезапно наносит удар генерал-майор П. А. Румянцев с четырьмя свежими полками. Этот удар, нанесённый Румянцевым по собственной инициативе, и решает исход сражения. В рядах первого эшелона пруссаков возникает замешательство, передающееся и второму эшелону. Дрогнув, прусские батальоны начинают отход. В этот момент в неразберихе боя часть их попадает под огонь собственного второго эшелона, и отступление превращается в паническое бегство. Лишь левый фланг пруссаков, прикрываемый кавалерией Шорлеммера, отступает в полном порядке. Остальных приходится потом долго собирать.
Сражение при Грос-Егерсдорфе продолжается в течение пяти часов, потери прусской стороны превышают 4,5 тысячи человек, русских — 5,7 тысяч, из них 1487 убитых. В сражении был смертельно ранен командир второй дивизии генерал-аншеф Василий Лопухин, среди убитых были «старший полковник» украинских слободских полков Василий Петрович Капнист и генерал-поручик Иван Ефимович Зыбин.

## Итог сражения
Победив в сражении, Апраксин не пытается развить успех преследованием противника. Левальд беспрепятственно отходит к Велау. Дойдя приблизительно до того места, где до сражения находился второй эшелон прусской пехоты, Апраксин останавливается здесь лагерем и пребывает неделю в совершенном бездействии. Лишь 25 августа (5) сентября он предпринимает попытку обхода правого фланга Левальда. Тот не принимает боя и отступает. С ним русским ещё предстоит встретиться три года спустя, в 1760 году, когда Левальд, будучи к тому времени губернатором Берлина, организует, совместно с генералами Зейдлицем, Кноблохом и Лентулусом, оборону прусской столицы от нападения летучего отряда казаков и калмыков генерала Тотлебена.
27 августа (7) сентября Апраксин внезапно отходит на другой берег Прегеля и начинает поспешное, как если бы он был разбит, отступление к Неману. Оправившиеся пруссаки, узнав об отходе русских с опозданием на неделю, преследуют с этого момента русскую армию по пятам на всём протяжении пути до прусской границы. Также в это время в стане русской армии начинается эпидемия оспы. Особенно от неё пострадали калмыцкие части, вследствие этого вынужденные вернуться на родину.
Причины столь внезапного, напоминающего бегство, отступления Апраксина не до конца понятны и сегодня, ясно лишь, что они связаны с внутриполитической ситуацией в самой России в той же мере, в какой и с катастрофическими недостатками в снабжении армии. Сам Апраксин был отрешён от должности, предан суду, и, не дождавшись суда, умер от удара[прояснить].
Значительную роль в успехе сыграла и российская артиллерия. Последовавшие события лишили русских всех тех стратегических преимуществ, которые они могли бы извлечь из славной победы при Грос-Егерсдорфе. Кампанию следующего года пришлось начинать «с нуля». В моральном плане победа над прусскими войсками в первом же серьёзном столкновении сыграла безусловно позитивную роль: «робости, трусости и боязни» у русских значительно поубавилось, они, впрочем, были больше распространены в армейских «верхах», чем среди армейских «низов». Конечно, русские потеряли много людей в сражении, но всё таки одержали победу.

## Боевое расписание
Левое крыло (генерал-аншеф Я. П. Сибильский)
- 1-я бригада: генерал-майор Шиллинг
  - Апшеронский мушкетёрский полк (2 мушкетёрских батальона и 2 гренадерские роты)
  - Бутырский мушкетёрский полк (2 мушкетёрских батальона и 2 гренадерские роты)
  - Белозерский мушкетёрский полк (2 мушкетёрских батальона и 2 гренадерские роты)
- 2-я бригада: бригадир Берг
  - Архангелогородский мушкетёрский полк (2 мушкетёрских батальона и 2 гренадерские роты)
  - Псковский мушкетёрский полк (2 мушкетёрских батальона и 2 гренадерские роты)
- Всего пехоты и артиллерии левого крыла:
  - 6000 пехоты
  - 20 полковых пушек
  - 5 полковых гаубиц
- Кавалерия: бригадир Demiku
  - Нарвский конногренадерский полк (3)
  - Каргопольский конногренадерский полк (3)
  - Рязанский конногренадерский полк (3)
- Приданная кавалерия:
  - Хорватский гусарский полк (2) (из 1-й дивизии)
  - Новотроицкий кирасирский полк (2) (из 2-й дивизии)
  - Киевский кирасирский полк (2) (из 2-й дивизии)
  - Тобольский драгунский полк (2) (из 2-й дивизии)
  - Грузинский гусарский полк (2) (из 2-й дивизии)
  - Казанский кирасирский полк (2) (из 3-й дивизии)
  - Тверской драгунский полк (2) (из 3-й дивизии)
  - Молдавский гусарский полк (3) (из 3-й дивизии)
- Всего кавалерии левого крыла:
  - 4,600 кавалерии
  - 16 полковых пушек
- Иррегулярная кавалерия:
  - Бригада бригадира Краснощёкова
    - Донские казаки — 8 полков (36 сотен)

  - Бригада полковника Щербакова
    - Донские казаки — 9 полков (44 сотни)

  - Бригада бригадира В. П. Капниста
    - Слободские казаки — 3 полка (29 сотен)
    - 10 пушек
- Другие подразделения левого крыла:
  - Украинские казаки (10 сотен)
  - Волжские калмыки (2 коммандос)
  - Иностранная кавалерия (4 коммандос)
  - Полевая артиллерия:
    - 2 — 8-фунтовки
    - 1 — 24-фунтовая гаубица
    - 4 — 24-фунтовый единорог
    - 3 — 48-фунтовых мортир
    - 3 — 6-фунтовки
    - 2 — 12-фунтовые гаубицы
    - 4 — 3-фунтовки

Середина:
- 2-я дивизия: генерал-аншеф В. А. Лопухин
  - 1-я бригада: генерал-майор А. Н. Вильбоа
    - 2-й гренадерский полк (2)
    - Нарвский мушкетёрский полк (3 мушкетёрских батальона & 2 гренадерские роты)
    - Киевский мушкетёрский полк (3 мушкетёрских батальона & 2 гренадерские роты)

  - 2-я бригада:
    - Шлиссельбургский мушкетёрский полк (3 мушкетёрских батальона & 2 гренадерские роты)
    - Казанский мушкетёрский полк (3 мушкетёрских батальона & 2 гренадерские роты)
    - Ростовский мушкетёрский полк (3 мушкетёрских батальона & 2 гренадерские роты)

  - 3-я бригада:
    - Московский мушкетёрский полк (3 мушкетёрских батальона & 2 гренадерские роты)
    - Выборгский мушкетёрский полк (3 мушкетёрских батальона & 2 гренадерские роты)
    - Ростовский мушкетёрский полк (3 мушкетёрских батальона & 2 гренадерские роты)

  - Всего во 2-й дивизии:
    - 10 800 пехоты
    - 36 полковых пушек
    - 9 полковых гаубиц

  - Кавалерия 2-й дивизии:
    - Архангелогородский драгунский полк (200) (в качестве пехоты)
    - 2 полковые пушки

  - Полевая артиллерия 2-й дивизии:
    - 1-я артиллерийская бригада:
      - 1 12-фунтовая пушка
      - 1 8-фунтовые пушки

    - 2-я артиллерийская бригада:
      - 1 12-фунтовая пушка
      - 1 24-фунтовая гаубица
      - 2 24-фунтовых единорога
      - 2 8-фунтовые пушки
      - 1 12-фунтовая гаубица
      - 2 6-фунтовые пушки
      - 3 3-фунтовые пушки
- 1-я дивизия: генерал-майор князь Любомирский
  - 1-я бригада:
    - Нижегородский мушкетёрский полк (3 мушкетёрских батальона & 2 гренадерские роты)

  - 2-я бригада: генерал-майор граф П. А. Румянцев
    - Троицкий мушкетёрский полк (3 мушкетёрских батальона & 2 гренадерские роты)
    - Воронежский мушкетёрский полк (3 мушкетёрских батальона & 2 гренадерские роты)

  - 3-я бригада: генерал-лейтенант Салтыков
    - Вятский мушкетёрский полк (3 мушкетёрских батальона & 2 гренадерские роты)
    - Мурманский мушкетёрский полк (3 мушкетёрских батальона & 2 гренадерские роты)
    - Черниговский мушкетёрский полк (3 мушкетёрских батальона & 2 гренадерские роты)
    - Смешанный гренадерский полк (2) (создан из 14 гренадерских рот дивизии для марша на Алленбург)

  - Всего в 1-й дивизии:
    - 8400 пехоты
    - 28 полковых пушек
    - 7 полковых гаубиц

  - Кавалерия:
    - 3-й кирасирский полк (1) (200 чел.)

  - Полевая артиллерия 1-й дивизии:
    - 1-я артиллерийская бригада: майор Тютчев
      - 1 12-фунтовая пушка
      - 2 24-фунтовые гаубицы
      - 1 48-фунтовая мортира
      - 2 8-фунтовые пушки
      - 2 12-фунтовая гаубица
      - 2 6-фунтовые пушки

    - 2-й артиллерийская бригада:
      - 1 12-фунтовая пушка
      - 1 24-фунтовая гаубица
      - 1 12-фунтовый единорог
      - 2 8-фунтовые пушки
      - 1 12-фунтовая гаубица
      - 2 6-фунтовые пушки
      - 4 3-фунтовые пушки

  - Придано из 3-й дивизии:
    - 1-я пехотная бригада: генерал-майор А. Мантейфель-Цёге
      - 3-й гренадерский полк (2)
      - Ладожский мушкетёрский полк (3 мушкетёрских батальона & 2 гренадерские роты)

    - Всего придано из 3-й дивизии:
      - 2400 пехоты
      - 8 полковых пушек
      - 2 полковые гаубицы

Правое крыло:
- 3-я дивизия: генерал-аншеф Ф. Ю. Броун
  - 2-я бригада: генерал-майор Н. М. Леонтьев
    - Вологодский мушкетёрский полк (3 мушкетёрских батальона & 2 гренадерские роты)
    - Углицкий мушкетёрский полк (3 мушкетёрских батальона & 2 гренадерские роты)
    - Суздальский мушкетёрский полк (3 мушкетёрских батальона & 2 гренадерские роты)

  - 3-я бригада: генерал-майор И. Мантойфель-Цёге
    - Азовский мушкетёрский полк (3 мушкетёрских батальона & 2 гренадерские роты)
    - Сибирский мушкетёрский полк (3 мушкетёрских батальона & 2 гренадерские роты)
    - Невский мушкетёрский полк (3 мушкетёрских батальона & 2 гренадерские роты)

  - Всего в 3-й дивизии:
    - 7200 пехоты
    - 24 полковых пушек
    - 6 полковых гаубиц

  - Кавалерия 3-й дивизии:
    - Нижегородский драгунский полк (2) (350)

  - Артиллерия 3-й дивизии:
    - 1-я бригада:
      - 1 12-фунтовая пушка
      - 1 24-фунтовая гаубица
      - 2 24-фунтовых единорога
      - 2 8-фунтовые пушки
      - 1 12-фунтовая гаубица
      - 1 6-фунтовая пушка
      - 4 3-фунтовые пушки

    - 2-я бригада:
      - 1 12-фунтовая пушка
      - 1 24-фунтовая гаубица
      - 2 12-фунтовых единорога
      - 1 8-фунтовые пушки
      - 1 12-фунтовая гаубица
      - 2 6-фунтовые пушки
      - 3 3-фунтовые пушки

  - Придано из 1-й дивизии:
    - 1-я бригада: генерал-майор Prinz 1ubomirski
    - 1-й гренадерский полк (2) (1,200)
    - 4 полковых пушек
    - 1 полковая гаубица

  - Кавалерия 3-й дивизии:
    - Лейб-Кирасирский Его Высочества Наследника Цесаревича и Великого Князя Павла Петровича полк (1)
    - Рижский конногренадерский полк (2)
    - Санкт-Петербургский конногренадерский полк (2)
    - Сибирский гусарский полк (3)
    - Венгерский гусарский полк (3)
    - Чугуевский казачий полк (5 сотен)
    - 2,350 чел.
    - 4 полковые пушки[3]

## В искусстве
В литературе
- В. Пикуль «Пером и шпагой». Эпизод в Действии третьем «Отклонение»
- В. Я. Шишков «Емельян Пугачев». Глава 1.
- Андрей Тимофеевич Болотов. Автобиография. Жизнь и приключения Андрея Болотова. Письма 47—49.

В кино
- Гардемарины — III. Заключительный эпизод фильма.